# Nyctemera avitta
Nyctemera avitta là một loài bướm đêm thuộc phân họ Arctiinae, họ Erebidae.